# Iván Luengo Robles
Iván Luengo Robles (Granollers, 3 de juliol de 2003) és un actor català. Se'l coneix per interpretar a Hugo quan era un nen al final de la pel·lícula A tres metres sobre el cel, també a Lleó quan era un nen en un episodi de la coneguda sèrie Polseres vermelles, a Pere al curtmetratge Campanades i recentment és reconegut per la seva actuació sota el nom de Daniel en la pel·lícula Temps sense aire.
Els seus últims treballs van ser en la pel·lícula anomenada Temps sense aire com Daniel i en la sèrie anomenada Aída de la cadena televisiva Tele 5 com a Reinaldo el 2014; també ha signat una sèrie anomenada l'incident de la cadena televisiva Antena 3 com Hugo, dos curtmetratges un anomenat Papa com Tomas que es troba en postproducció i el segon anomenat Fulles en Blanc com Pau, també signo una segona sèrie anomenada Apaches que es troba en postproducció, el 2015.
El dia 15 d'octubre de 2015, Iván Luengo acabo de rodar la pel·lícula anomenada El pregó com Marc, la pel·lícula es va rodar a Barcelona, Sant Pere de Ribes, Sitges i Santa Pau; i va ser dirigida per Dani de la Orden. Actualment la pel·lícula es troba en Postproducció.
A l'octubre de 2015, el canal TV3 va anunciar que començarien el rodatge d'una nova sèrie anomenada Nit i dia on participaran actors i actrius com Mireia Vilapuig, els creadors de la sèrie van anunciar que el jove actor Iván Luengo serà part del repartiment però com un actor de repartiment.

## Vida personal
El va néixer el 3 de juliol de 2003 a Granollers, una petita localitat del Vallès Oriental. Però amb 9 mesos d'edat va anar a viure a Sant Antoni de Vilamajor amb la seva família. Parla el català, el castellà, l'anglès i la llengua de signes.

## Biografia
Iván Luengo va entrar al món de l'actuació l'any 2008, en un anunci per Danonino sent aquest el seu debut en l'actuació. L'any 2009, va fer un segon anunci està vegada per Planeta Agostini. L'any 2010, va fer un tercer anunci per Lanjarón; el seu debut oficial dins de l'actuació va ser en el mateix any durant la pel·lícula Tres metros sobre el cielo, qui va fer el paper d'Hugo quan era un nen al final de la pel·lícula durant una escena a la platja.
L'any 2011, va aparèixer com un nen zombi en la pel·lícula REC 3: Gènesi costat també els actors Àlex Monner, Marc Balaguer i Mireia Vilapuig. L'any 2012, va aparèixer en la famosa sèrie Polseres vermelles fent de Lleó quan era un nen i ingressava recent a l'hospital, durant l'episodi Records de la segona temporada. L'any 2013, va aparèixer en la sèrie Crackòvia com a net de Josep Pedregol, durant 1 capítol; també va fer aparicions en dos curtmetratges anomenats Campanades sota el nom de Pere i en un altre anomenat L'habitació del Caragol sota el nom de Marc; tots dos curts com a personatge principal. L'any 2014, el va aparèixer en la pel·lícula anomenada Temps sense aire sota el nom de Daniel, en el mateix any el va aparèixer en la temporada final de la sèrie Aída sota el nom de Reinaldo, en el mateix any el va aparèixer en un tercer curtmetratge anomenat Quaresma sota el nom d'Hugo com a personatge principal, el havia anunciat que també participaria en una nova sèrie per al 2015.
L'any 2015, va anunciar que la nova sèrie en la qual participaria es diu l'incident sota el nom d'Hugo i actualment es troba en Postproducció; l'anunci pel seu compte oficial de Facebook i Twitter que participaria d'un quart curtmetratge anomenat Papa sota el nom de Tomas com a personatge principal, el qual es va signar el 24 gen de 2015 i actualment es troba en Postproducció. A la tercera setmana d'agost de 2015, Iván Luengo signo un cinquè curtmetratge anomenat Fulles en Blanc com Pau, el qual va ser dirigit per Roger Villarroya i va compartir protagonisme amb l'actor Francesc Pagès i l'actriu Cristina Dilla. Actualment acabo de rodar una sèrie anomenada "Apatxes" a Madrid sota el nom de Miguel quan era un nen de 10 anys i una pel·lícula anomenada "El pregó" sota el nom de Marc que va ser dirigida per Dani de la Orden. A l'octubre de 2015, el canal TV3 va anunciar que començarien el rodatge d'una nova sèrie anomenada Nit i dia on participaran actors i actrius com Mireia Vilapuig, els creadors de la sèrie van anunciar que el jove actor Iván Luengo serà part del repartiment però com un actor de repartiment.

## Filmografia
- 2008: Danonino - El mateix - Propaganda
- 2009: Planeta Agostini - El mateix - Propaganda
- 2010: Lanjarón - El mateix - Propaganda
- 2010: A tres metres sobre el cel - Hugo nen - Pel·lícula (l'actor Secundari)
- 2011: REC 3: Gènesi - Nen zombi - Pel·lícula (l'actor Secundari)
- 2012: Polseres vermelles - Lleó nen - Sèrie (l'actor Secundari, 1 episodi)
- 2013: Crackòvia - Net de Josep Pedregol - Sèrie (l'actor Secundari, 1 episodi)
- 2013: Campanades - Pere - Curtmetratge (Protagonista)
- 2013: L'habitació del cargol - Marc - Curtmetratge (Protagonista)
- 2014: Temps sense aire - Daniel - Pel·lícula (Secundari)
- 2014: Aída - Reinaldo - Sèrie (l'actor Secundari, 1 episodi)
- 2014: Quaresma - Hugo - Curtmetratge (Protagonista)
- 2015: l'incident - Hugo - Sèrie; Actor de repartiment (Postproducció, 6 episodis)
- 2015: Papa - Tomas - Curtmetratge (Postproducció, Protagonista)
- 2015: Fulles en blanc - Pablo - Curtmetratge (Protagonista)
- 2015: Apatxes - Miguel (Nen, 10 anys) - Sèrie (Protagonista, Postproducció)
- 2015: El pregó - Marc - Pel·lícula (Protagonista, Postproducció)
- 2015: Nit i dia - N/A - Sèrie - Actor de repartiment (Rodatge en curs)